# Мозґовіна
Мозґовіна (пол. Mozgowina, нім. Mosgowin) — село в Польщі, у гміні Домброва-Хелмінська Бидґозького повіту Куявсько-Поморського воєводства.
Населення — 87 осіб (2011).
У 1975-1998 роках село належало до Бидгощського воєводства.

## Демографія
Демографічна структура станом на 31 березня 2011 року:
|          | Загалом | Допрацездатний вік | Працездатний вік | Постпрацездатний вік |
| -------- | ------- | ------------------ | ---------------- | -------------------- |
| Чоловіки | 48      | 8                  | 37               | 3                    |
| Жінки    | 39      | 7                  | 25               | 7                    |
| Разом    | 87      | 15                 | 62               | 10                   |